# Hypoconchinae
Hypoconchinae zijn een onderfamilie van krabben (Brachyura) uit de familie Dromiidae.

## Geslachten
De Hypoconchinae omvat als enige geslacht:
- Hypoconcha Guérin-Méneville, 1854